# Blutzuckerregulation

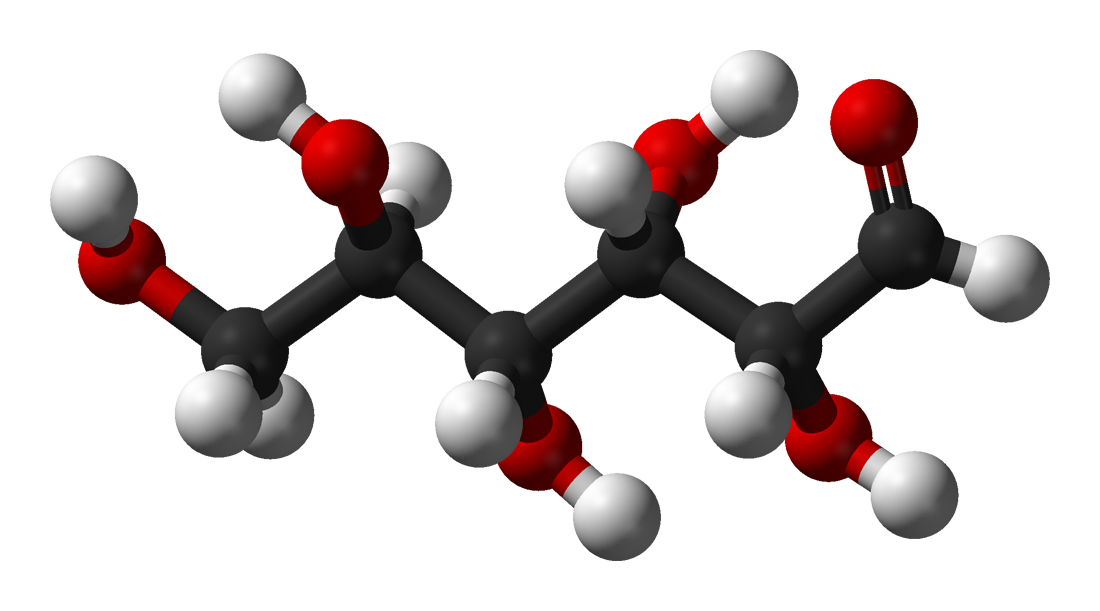
Modell eines Glukosemoleküls

Die Blutzuckerregulation ist der Prozess, mit dem im Körper die Konzentrationen der Glukose und teilweise auch anderer Zucker selbsttätig in engen Grenzen gehalten wird, fachsprachlich die Glukosehomöostase (siehe Homöostase). An dieser engen Regulation sind im Wesentlichen Insulin, das den Blutzuckerspiegel senkt, und Glukagon, das ihn erhöht, beteiligt. Allerdings sind zahlreiche weitere Hormone bekannt, die die Homöostase beeinflussen. Insulin und Glukagon stammen aus der Bauchspeicheldrüse und sind die Hauptregulatoren des Blutzuckers.

## Mechanismen

Die flache Linie stellt den optimalen Blutzuckerspiegel (d. h. den Sollwert des Regelkreises) dar. Die Blutzuckerspiegel werden von einer Zügelsteuerung mit zwei antagonistischen Hormonen reguliert.

Die Blutzuckerspiegel werden durch eine negative Rückkopplung reguliert, um durch einen Regelkreis die Balance zu halten. Die Blut-Glukosekonzentration wird von zahlreichen Geweben wahrgenommen, aber die Zellen der Langerhansschen Inseln im Pankreas sind davon am besten verstanden und auch am bedeutendsten.

### Glukagon
Wenn der Blutzucker unter eine gefährlich niedrige Grenze fällt (z. B. bei starker körperlicher Belastung und/oder in längeren Fastenperioden) schütten die pankreatischen Alphazellen das Hormon Glukagon aus, das im Blut zu Zielorganen, insbesondere der Leber, transportiert wird, wo es die Glykogenolyse, d. h. den Abbau von dort gespeichertem Glykogen zu Glukose stimuliert. Die Leberzellen setzen die Glukose dann in den Blutstrom frei, so dass der Blutzucker ansteigt.

### Insulin
Wenn der Blutzucker steigt, z. B. nach dem Essen (postprandial), wird ein anderes Hormon aus den sog. Betazellen in den Langerhansschen Inseln des Pankreas freigesetzt, das als Insulin bezeichnet wird. Es stimuliert in der Leber den Aufbau von Glykogen aus Blutglukose. Darüber hinaus sorgt es dafür, dass zwei Drittel der Körperzellen (u. a. in Muskeln und Fettgewebe) Glukose durch Endozytose aufnehmen, wodurch die Blutzuckerkonzentration ebenfalls sinkt.

## Erkrankungen
Im Falle eines Diabetes mellitus Typ 1 (SAID und LADA) sind die Betazellen durch eine Autoimmunreaktion komplett ausgefallen, so dass kein Insulin mehr produziert werden kann. Es kommt zu einem starken Anstieg des Blutzuckers (Hyperglykämie), durch die fehlende Wirkung des Insulins auf die Hemmung des Fettabbaus außerdem zur Bildung von Ketonkörpern, die zur lebensbedrohlichen Ketoazidose führen kann.
Bei Typ 2 Diabetes (SIRD, SIDD, MOD und MARD) liegt meist eine Kombination aus Insulinresistenz und gestörter Insulinausschüttung vor.
Weitere Diabetesformen können monogenetischer Natur sein (MODY) oder sekundär als Folge anderer Erkrankungen auftreten.
Unterzuckerungen (Hypoglykämien) können verschiedene Ursachen haben, u. a. autonome Insulinproduktion bei insulinproduzierenden Tumoren (Insulinome), Nebennierenrindeninsuffizienz (Addison-Syndrom) und schwere Leber- oder Nierenerkrankungen.

## Hormone, die den Blutzucker beeinflussen
| Hormon          | Quellgewebe               | Stoffwechseleffekt | Wirkung auf den Blutzucker |
| --------------- | ------------------------- | --- | -------------------------- |
| Insulin         | Pankreatische Betazellen  | 1) Stimuliert die Aufnahme von Glukose in Zellen; 2) Fördert die Speicherung von Glukose als Glykogen; 3) Stimuliert die Synthese von Fettsäuren und Proteinen; 4) Hemmt den Abbau von Proteinen zu Aminosäuren und von Triglyzeriden zu freien Fettsäuren. | Senkung                    |
| Amylin          | Pankreatische Betazellen  | 1) Hemmt die Glukagonsekretion nach dem Essen; 2) Verlangsamt die Magenentleerung; 3) Vermindert die Nahrungsaufnahme. | Senkung                    |
| GLP-1           | Intestinale L-Zellen      | 1) Stimuliert die Insulinsekretion (glukoseabhängig); 2) Hemmt die postprandiale Glukagonsekretion; 3) Verlangsamt die Magenentleerung; 4) Vermindert die Nahrungsaufnahme.                                                                                 | Senkung                    |
| GIP             | Intestinale K-Zellen      | 1) Stimuliert die Insulinsekretion 2) Hemmt die Apoptose pankreatischer Betazellen und fördert ihre Proliferation 3) Stimuliert Glukagonsekretion und Fettakkumulation                                                                                      | Senkung                    |
| Glukagon        | Pankreatische Alphazellen | 1) Stimuliert die Freisetzung von Glukose aus Glykogen (Glykogenolyse); 2) Stimuliert die Neubildung von Glukose (Glukoneogenese) aus Aminosäuren oder Fetten.                                                                                              | Anstieg                    |
| Asprosin        | Weißes Fettgewebe         | 1) Stimuliert die Freisetzung von Glukose aus der Leber im Nüchternzustand. | Anstieg                    |
| Somatostatin    | Pankreatische Deltazellen | 1) Hemmt die Glukagonsekretion aus Alphazellen (lokaler Effekt); 2) Hemmt die Sekretion von Insulin, glandotropen Hormonen des Hypophysenvorderlappens, Gastrin und Sekretin. 3) Hemmt die Magensäureproduktion und verlangsamt die Verdauung.              | Senkung                    |
| Adrenalin       | Nebennierenmark           | 1) Stimuliert die Freisetzung von Glukose aus Glykogen; 2) Stimuliert die Freisetzung von Fettsäuren aus Fettgewebe. | Anstieg                    |
| Cortisol        | Nebennierenrinde          | 1) Stimuliert die Glukoneogenese; 2) Gegenspieler von Insulin. | Anstieg                    |
| ACTH            | Hypophysenvorderlappen    | 1) Stimuliert die Freisetzung von Cortisol; 2) Stimuliert die Freisetzung von Fettsäuren aus Fettgewebe. | Anstieg                    |
| Wachstumshormon | Hypophysenvorderlappen    | Gegenspieler von Insulin | Anstieg                    |
| Thyroxin        | Schilddrüse               | 1) Stimuliert die Freisetzung von Glukose aus Glykogen; 2) Stimuliert die Aufnahme von Zuckern aus dem Magen-Darm-Trakt. | Anstieg                    |